# Zaroślak (Karkonosze)
Zaroślak (niem. Heideberg, 485 m n.p.m.) – szczyt w Karkonoszach, w obrębie Pogórza Karkonoskiego.
Najdalej na północny zachód wysunięty szczyt Pogórza Karkonoskiego. Stanowi zakończenie bocznego grzbietu, odchodzącego ku północy od Złotego Widoku.
Zbudowany z granitu karkonoskiego. Na zboczach opadających na zachód, do doliny Kamiennej liczne skałki.
Częściowo zalesiony.
Zboczami Zaroślaka przechodzi czarny szlak turystyczny z Piechowic przez Wodospad Szklarki do Szklarskiej Poręby Górnej.